# Euptychia cymela
Euptychia cymela är en fjärilsart som beskrevs av Pieter Cramer 1779. Euptychia cymela ingår i släktet Euptychia och familjen praktfjärilar. Inga underarter finns listade i Catalogue of Life.